# Батраки (Московская область)
Батраки́ — деревня в муниципальном округе Егорьевск Московской области России.

## География
Деревня Батраки расположена в северо-западной части муниципального округа Егорьевск, примерно в 1 километре к востоку от города Егорьевск. Рядом с деревней проходит Егорьевское шоссе. Высота над уровнем моря 145 метров.

## Название
В письменных источниках деревня упоминается как Сапроново, Опаринская тож (1554 год), Сапроновская (1577) и Сапроновская, Батраки тож (1646, 1705 год). С 1715 года за деревней закрепилось название Батраки.
Название Сапроново происходит от Сапрон — просторечной формы календарного личного имени Софрон, название Опаринское от некалендарного Опара. Современное наименование связано с некалендарным личным именем Батрак. Форма множественного числа характерна для топонимов происходящих от профессий.

## История
До отмены крепостного права жители деревни относились к разряду государственных крестьян.
После 1861 года деревня вошла в состав Нечаевской волости Егорьевского уезда. Приход находился в городе Егорьевске.
В 1926 году деревня входила в Лаптевский сельсовет Егорьевской волости Егорьевского уезда.
До 1994 года Батраки входило в состав Селиваниховского сельсовета Егорьевского района, а в 1994—2006 годы — Селиваниховского сельского округа.
До 2015 года входила в состав городского поселения Егорьевск.
В 2015 году вошла в состав городского округа Егорьевск, образованного в том же году путем упразднения Егорьевского района и объединения всех его поселений в единый городской округ.

## Демография
В 1885 году в деревне проживало 275 человек, в 1905 году — 329 человек (156 мужчин, 173 женщины), в 1926 году — 368 человек (162 мужчины, 206 женщин). По переписи 2002 года — 97 человек (44 мужчины, 53 женщины). Население — 113 человек (2010).
| 1859 | 1868 | 1885 | 1905 | 1926 | 2002 | 2006 |
| ---- | ---- | ---- | ---- | ---- | ---- | ---- |
| 155  | ↘110 | ↗275 | ↗329 | ↗368 | ↘97  | ↘91  |
| 2010 |      |      |      |      |      |      |
| ↗113 |      |      |      |      |      |      |